# Liste der Gemeinden im Landkreis Bautzen

Karte des Landkreises Bautzen

Die Liste der Gemeinden im Landkreis Bautzen gibt einen Überblick über die 57 Verwaltungseinheiten im Landkreis Bautzen in Sachsen. Der Kreis besteht aus 15 Städten (davon 5 Große Kreisstädte) und 42 Gemeinden. Der Landkreis Bautzen entstand zur Kreisreform in Sachsen am 1. August 2008 durch die Zusammenlegung der Landkreise Bautzen und Kamenz sowie der kreisfreien Stadt Hoyerswerda. Der Landkreis Bautzen ist der flächenmäßig größte Landkreis in Sachsen.

## Beschreibung
Im Landkreis existieren insgesamt ein Verwaltungsverband und sechs Verwaltungsgemeinschaften:
- Verwaltungsverband Am Klosterwasser mit den Mitgliedsgemeinden Crostwitz, Nebelschütz, Panschwitz-Kuckau, Räckelwitz und Ralbitz-Rosenthal
- Verwaltungsgemeinschaft Bischofswerda mit den Gemeinden Bischofswerda und Rammenau
- Verwaltungsgemeinschaft Großharthau mit den Gemeinden Großharthau, Frankenthal
- Verwaltungsgemeinschaft Großpostwitz-Obergurig mit den Gemeinden Großpostwitz und Obergurig
- Verwaltungsgemeinschaft Königsbrück mit den Gemeinden Königsbrück, Laußnitz und Neukirch
- Verwaltungsgemeinschaft Neschwitz mit den Gemeinden Neschwitz und Puschwitz
- Verwaltungsgemeinschaft Pulsnitz mit den Gemeinden Pulsnitz, Großnaundorf, Lichtenberg, Ohorn und Steina

Alle anderen Städte und Gemeinden sind nicht Mitglied einer Verwaltungsgemeinschaft.
Der Landkreis hat eine Gesamtfläche von 2.395,6 km². Die größte Fläche innerhalb des Landkreises besitzt die Gemeinde Lohsa mit 134,54 km². Es folgen die Gemeinden Elsterheide mit 127,52 km² Fläche und Spreetal mit 108,86 km². Die kleinste Fläche hat die Gemeinde Frankenthal mit 9,43 km².
Die höchste Einwohnerzahl des Landkreises hat die Große Kreisstadt Bautzen mit 37.930 Einwohnern, gefolgt von Hoyerswerda mit 31.131 und der Stadt Radeberg mit 18.726 Einwohnern. Die größte Gemeinde im Landkreis ist Ottendorf-Okrilla mit 9926 Einwohnern. Die kleinste Stadt ist Elstra ist mit 2672 Einwohnern. Die wenigsten Einwohner hat Puschwitz mit 778 Einwohnern.
Der gesamte Landkreis Bautzen hat eine Bevölkerungsdichte von 123 Einwohnern pro km². Die größte Bevölkerungsdichte hat die Große Kreisstadt Radeberg mit 628 Einwohnern pro km², gefolgt von der Großen Kreisstadt Bautzen mit 569 Einwohnern pro km² und der Gemeinde Ottendorf-Okrilla mit 383 Einwohnern pro km². Die geringste Bevölkerungsdichte hat die Gemeinde Spreetal mit 18 Einwohnern pro km².

## Legende
- Gemeinde: Name der Gemeinde, in Klammern steht die Kreiszugehörigkeit vor der Landkreisreform 2008
- Sorbischer Ortsname: amtlicher obersorbischer Ortsname, nur bei Orten im Sorbischen Siedlungsgebiet
- VB/VG: Zeigt die Zugehörigkeit zu einer der acht Verwaltungsgemeinschaften
- Wappen: Wappen der Gemeinde beziehungsweise der Stadt
- Karte: Zeigt die Lage der Stadt oder Gemeinde im Landkreis Bautzen
- Fläche: Fläche der Stadt oder Gemeinde in Quadratkilometern
- Einwohner: Zahl der Menschen die in der Gemeinde beziehungsweise der Stadt leben (Stand: 31. Dezember 2023[1])
- Einwohnerdichte: Angegeben ist die Einwohnerdichte, gerechnet auf die Fläche der Verwaltungseinheit, angegeben in Einwohner pro km² (Stand: 31. Dezember 2023[1])
- Höhe: Höhe der namensgebenden Ortschaft beziehungsweise Stadt in Meter über Normalnull
- Bild: Bild aus der jeweiligen Gemeinde beziehungsweise Stadt

## Städte und Gemeinden
| Gemeinde                       | Sorbischer Ortsname | VB/VG                  | Wappen                                                    | Karte                                                         | Fläche  | Einwohner | Einwohner- dichte | Höhe | Bild                                     |
| ------------------------------ | ------------------- | ---------------------- | --------------------------------------------------------- | ------------------------------------------------------------- | ------- | --------- | ----------------- | ---- | ---------------------------------------- |
| Landkreis Bautzen              | Wokrjes Budyšin     |                        | Wappen des Landkreises Bautzen                            | Der Landkreis Bautzen innerhalb Sachsens                      | 2.395,6 | 294,746   | 123               |      |                                          |
| Gemeinde Arnsdorf              |                     |                        | Wappen der Gemeinde Arnsdorf                              | Lage der Gemeinde Arnsdorf im Landkreis Bautzen               | 35,87   | 4.947     | 138               | 290  | Dorfkirche Arnsdorf                      |
| Große Kreisstadt Bautzen       | Budyšin             |                        | Wappen der Stadt Bautzen                                  | Lage der Stadt Bautzen im Landkreis Bautzen                   | 66,69   | 37,930    | 569               | 204  | Stadtansicht                             |
| Stadt Bernsdorf                |                     |                        | Wappen der Stadt Bernsdorf                                | Lage der Stadt Bernsdorf im Landkreis Bautzen                 | 59,78   | 6.242     | 104               | 152  | Johanneskirche in Bernsdorf              |
| Große Kreisstadt Bischofswerda |                     | Bischofswerda          | Wappen der Stadt Bischofswerda                            | Lage der Stadt Bischofswerda im Landkreis Bautzen             | 46,21   | 10,709    | 232               | 304  | Blick auf Bischofswerda                  |
| Gemeinde Burkau                | Porchow             |                        | Wappen der Gemeinde Burkau                                | Lage der Gemeinde Burkau im Landkreis Bautzen                 | 31,9    | 2.604     | 82                | 231  | Blick auf Uhyst a.T.                     |
| Gemeinde Crostwitz             | Chrósćicy           | Am Klosterwasser       | Wappen der Gemeinde Crostwitz                             | Lage der Gemeinde Crostwitz im Landkreis Bautzen              | 13,33   | 1.045     | 78                | 170  | Dorfkirche Crostwitz                     |
| Gemeinde Cunewalde             |                     |                        | Wappen der Gemeinde Cunewalde                             | Lage der Gemeinde Cunewalde im Landkreis Bautzen              | 26,65   | 4.493     | 169               | 315  | Cunewalde                                |
| Gemeinde Demitz-Thumitz        |                     |                        | Wappen der Gemeinde Demitz-Thumitz                        | Lage der Gemeinde Demitz-Thumitz im Landkreis Bautzen         | 21,09   | 2.659     | 126               | 250  | Grundschule in Demitz-Thumitz            |
| Gemeinde Doberschau-Gaußig     | Dobruša-Huska       |                        | Die Gemeinde Doberschau-Gaußig führt kein Wappen          | Lage der Gemeinde Doberschau-Gaußig im Landkreis Bautzen      | 40,48   | 4.225     | 104               | 220  | Doberschau-Gaußig                        |
| Gemeinde Elsterheide           | Halštrowska Hola    |                        | Wappen der Gemeinde Elsterheide                           | Lage der Gemeinde Elsterheide im Landkreis Bautzen            | 127,52  | 3.302     | 26                | 128  | Partiwtzer See                           |
| Stadt Elstra                   | Halštrow            |                        | Wappen der Stadt Elstra                                   | Lage der Stadt Elstra im Landkreis Bautzen                    | 32,63   | 2.672     | 82                | 200  | Rathaus Elstra                           |
| Gemeinde Frankenthal           |                     | Großharthau            | Die Gemeinde Frankenthal führt kein Wappen                | Lage der Gemeinde Frankenthal im Landkreis Bautzen            | 9,43    | 886       | 94                | 285  | Frankenthal                              |
| Gemeinde Göda                  | Hodźij              |                        | Wappen der Gemeinde Göda                                  | Lage der Gemeinde Göda im Landkreis Bautzen                   | 43,27   | 2.938     | 68                | 210  | Dorfplatz in Göda                        |
| Gemeinde Großdubrau            | Wulka Dubrawa       |                        | Wappen der Gemeinde Großdubrau                            | Lage der Gemeinde Großdubrau im Landkreis Bautzen             | 54,22   | 4.085     | 75                | 195  | Wegkreuz in Großdubrau                   |
| Gemeinde Großharthau           |                     | Großharthau            | Die Gemeinde Großharthau führt kein Wappen                | Lage der Gemeinde Großharthau im Landkreis Bautzen            | 37,28   | 2.944     | 79                | 270  | Rittergut Großharthau                    |
| Gemeinde Großnaundorf          |                     | Pulsnitz               | Wappen der Gemeinde Großnaundorf                          | Lage der Gemeinde Großnaundorf im Landkreis Bautzen           | 14,99   | 911       | 61                | 253  | Luftbild von Großnaundorf                |
| Gemeinde Großpostwitz/O.L.     | Budestecy           | Großpostwitz-Obergurig | Wappen der Gemeinde Großpostwitz                          | Lage der Gemeinde Großpostwitz im Landkreis Bautzen           | 16,47   | 2.705     | 164               | 241  | Kirche Großpostwitz                      |
| Stadt Großröhrsdorf            |                     |                        | Wappen der Stadt Großröhrsdorf                            | Lage der Stadt roßröhrsdorf im Landkreis Bautzen              | 40,95   | 9.429     | 230               | 279  | Großröhrsdorfer Rathaus                  |
| Gemeinde Haselbachtal          |                     |                        | Wappen der Gemeinde Haselbachtal                          | Lage der Gemeinde Haselbachtal im Landkreis Bautzen           | 37,5    | 3.952     | 105               | 234  | Dorfkirche im OT Bischheim               |
| Gemeinde Hochkirch             | Bukecy              |                        | Wappen der Gemeinde Hochkirch                             | Lage der Gemeinde Hochkirch im Landkreis Bautzen              | 41,75   | 2.180     | 52                | 290  | Kirche Hochkirch                         |
| Große Kreisstadt Hoyerswerda   | Wojerecy            |                        | Wappen der Stadt Hoyerswerda                              | Lage der Stadt Hoyerswerda im Landkreis Bautzen               | 95,53   | 31,131    | 326               | 117  | Marktplatz Hoyerswerda mit altem Rathaus |
| Große Kreisstadt Kamenz        | Kamjenc             |                        | Wappen der Stadt Kamenz                                   | Lage der Stadt Kamenz im Landkreis Bautzen                    | 98,3    | 17,072    | 174               | 173  | Rathaus von Kamenz                       |
| Stadt Königsbrück              |                     | Königsbrück            | Wappen der Stadt Königsbrück                              | Lage der Stadt Königsbrück im Landkreis Bautzen               | 78,48   | 4.664     | 59                | 175  | Schloss Königsbrück                      |
| Gemeinde Königswartha          | Rakecy              |                        | Wappen der Gemeinde Königswartha                          | Lage der Gemeinde Königswartha im Landkreis Bautzen           | 47,17   | 3.413     | 72                | 141  | Kirche                                   |
| Gemeinde Kubschütz             | Kubšicy             |                        | Die Gemeinde Kubschütz führt kein Wappen                  | Lage der Gemeinde Kubschütz im Landkreis Bautzen              | 43,64   | 2.436     | 56                | 205  |                                          |
| Gemeinde Laußnitz              |                     | Königsbrück            | Wappen der Gemeinde Laußnitz                              | Lage der Gemeinde Laußnitz im Landkreis Bautzen               | 63,81   | 1.822     | 29                | 196  |                                          |
| Stadt Lauta                    |                     |                        | Wappen der Stadt Lauta                                    | Lage der Stadt Lauta im Landkreis Bautzen                     | 42,13   | 7.859     | 187               | 114  | St. Laurentinus-Kirche Lauta             |
| Gemeinde Lichtenberg           |                     | Pulsnitz               | Wappen der Gemeinde Lichtenberg                           | Lage der Gemeinde Lichtenberg im Landkreis Bautzen            | 14,72   | 1.607     | 109               | 326  | Dorfkirche Lichtenberg 2020              |
| Gemeinde Lohsa                 | Łaz                 |                        | Wappen der Gemeinde Lohsa                                 | Lage der Gemeinde Lohsa im Landkreis Bautzen                  | 134,54  | 5.047     | 38                | 114  | Lohsa Kirche                             |
| Gemeinde Malschwitz            | Malešecy            |                        | Wappen der Gemeinde Malschwitz                            | Lage von Malschwitz im Landkreis Bautzen                      | 93,27   | 4.817     | 52                | 150  | Evangelische Kirche in Malschwitz        |
| Gemeinde Nebelschütz           | Njebjelčicy         | Am Klosterwasser       | Wappen der Gemeinde Nebelschütz                           | Lage der Gemeinde Nebelschütz im Landkreis Bautzen            | 22,93   | 1.196     | 52                | 194  | Nebelschütz Hauptstraße                  |
| Gemeinde Neschwitz             | Njeswačidło         | Neschwitz              | Wappen der Gemeinde Neschwitz                             | Lage der Gemeinde Neschwitz im Landkreis Bautzen              | 46,01   | 2.392     | 52                | 149  | Neschwitzer Schloss                      |
| Gemeinde Neukirch              |                     | Königsbrück            | Die Gemeinde Neukirch (bei Königsbrück) führt kein Wappen | Lage der Gemeinde Neukirch im Landkreis Bautzen               | 39,47   | 1.598     | 40                | 190  | Kirche im OT Schmorkau                   |
| Gemeinde Neukirch/Lausitz      |                     |                        | Die Gemeinde Neukirch/Lausitz führt kein Wappen           | Lage der Gemeinde Neukirch/Lausitz im Landkreis Bautzen       | 21,3    | 4.733     | 222               | 317  | Bahnhof Neukirch/Lausitz-Ost             |
| Gemeinde Obergurig             | Hornja Hórka        | Großpostwitz-Obergurig | Wappen der Gemeinde Obergurig                             | Lage der Gemeinde Obergurig im Landkreis Bautzen              | 9,81    | 2.049     | 209               | 240  | „Böhmische Brücke“ Obergurig             |
| Gemeinde Ohorn                 |                     | Pulsnitz               | Wappen der Gemeinde Ohorn                                 | Lage der Gemeinde Ohorn im Landkreis Bautzen                  | 11,99   | 2.464     | 206               | 366  |                                          |
| Gemeinde Oßling                | Wóslink             |                        | Wappen der Gemeinde Oßling                                | Lage der Gemeinde Oßling im Landkreis Bautzen                 | 43,71   | 2.203     | 50                | 162  | Evangelische Oberschule Oßling           |
| Gemeinde Ottendorf-Okrilla     |                     |                        | Wappen der Gemeinde Ottendorf-Okrilla                     | Lage der Gemeinde Ottendorf-Okrilla im Landkreis Bautzen      | 25,93   | 9.926     | 383               | 180  | Rathaus von Ottendorf-Okrilla            |
| Gemeinde Panschwitz-Kuckau     | Pančicy-Kukow       | Am Klosterwasser       | Wappen der Gemeinde Panschwitz-Kuckau                     | Lage der Gemeinde Panschwitz-Kuckau im Landkreis Bautzen      | 23,35   | 2.065     | 88                | 190  | Kloster St. Marienstern                  |
| Stadt Pulsnitz                 |                     | Pulsnitz               | Wappen der Stadt Pulsnitz                                 | Lage der Stadt Pulsnitz im Landkreis Bautzen                  | 26,75   | 7.279     | 272               | 290  | Marktplatz Pulsnitz mit Rathaus          |
| Gemeinde Puschwitz             | Bóšicy              | Neschwitz              | Die Gemeinde Puschwitz führt kein Wappen                  | Lage der Gemeinde Puschwitz im Landkreis Bautzen              | 11,79   | 778       | 66                | 180  | Wegekreuz im OT Guhra                    |
| Gemeinde Räckelwitz            | Worklecy            | Am Klosterwasser       | Wappen der Gemeinde Räckelwitz                            | Lage der Gemeinde Räckelwitz im Landkreis Bautzen             | 11,51   | 1.136     | 99                | 164  | Schloss Räckelwitz                       |
| Große Kreisstadt Radeberg      |                     |                        | Wappen der Großen Kreisstadt Radeberg                     | Lage der Stadt Radeberg im Landkreis Bautzen                  | 29,83   | 18,726    | 628               | 250  | Marktplatz Radeberg                      |
| Gemeinde Radibor               | Radwor              |                        | Die Gemeinde Radibor führt kein Wappen                    | Lage der Gemeinde Radibor im Landkreis Bautzen                | 61,99   | 3.117     | 50                | 165  | Schloss Radibor                          |
| Gemeinde Ralbitz-Rosenthal     | Ralbicy-Róžant      | Am Klosterwasser       | Wappen der Gemeinde Ralbitz-Rosenthal                     | Lage der Gemeinde Ralbitz-Rosenthal im Landkreis Bautzen      | 31,74   | 1.735     | 55                | 143  | Wallfahrtskirche in Rosenthal            |
| Gemeinde Rammenau              |                     | Bischofswerda          | Die Gemeinde Rammenau führt kein Wappen                   | Lage der Gemeinde Rammenau im Landkreis Bautzen               | 10,76   | 1.322     | 123               | 296  | Schloss Rammenau                         |
| Stadt Schirgiswalde-Kirschau   |                     |                        | Wappen fehlt                                              | Lage der Gemeinde Schirgiswalde-Kirschau im Landkreis Bautzen | 24,34   | 5.949     | 244               | 250  | Altes Postamt                            |
| Gemeinde Schmölln-Putzkau      |                     |                        | Wappen der Gemeinde Schmölln-Putzkau                      | Lage der Gemeinde Schmölln-Putzkau im Landkreis Bautzen       | 32,93   | 2.973     | 90                | 274  | Kirche Schmölln-Putzkau                  |
| Gemeinde Schwepnitz            |                     |                        | Die Gemeinde Schwepnitz führt kein Wappen                 | Lage der Gemeinde Schwepnitz im Landkreis Bautzen             | 56,03   | 2.452     | 44                | 147  | Kirche Schwepnitz                        |
| Gemeinde Sohland an der Spree  |                     |                        | Wappen der Gemeinde Sohland an der Spree                  | Lage der Gemeinde Sohland an der Spree im Landkreis Bautzen   | 37,3    | 6.405     | 152               | 302  | Kirche Sohland an der Spree              |
| Gemeinde Spreetal              | Sprjewiny Doł       |                        | Wappen der Gemeinde Spreetal                              | Lage der Gemeinde Spreetal im Landkreis Bautzen               | 108,86  | 1.707     | 16                | 113  | Spreetaler See                           |
| Gemeinde Steina                |                     | Pulsnitz               | Wappen der Gemeinde Steina                                | Lage der Gemeinde Steina im Landkreis Bautzen                 | 12,51   | 1.707     | 136               | 337  | Schule Steina                            |
| Gemeinde Steinigtwolmsdorf     |                     |                        | Die Gemeinde Steinigtwolmsdorf führt kein Wappen          | Lage von Steinigtwolmsdorf im Landkreis Bautzen               | 18,03   | 2.589     | 144               | 394  | Kirche Steinigtwolmsdorf                 |
| Gemeinde Wachau                |                     |                        | Wappen der Gemeinde Wachau                                | Lage der Gemeinde Wachau im Landkreis Bautzen                 | 38,11   | 4.248     | 111               | 223  | Schloss Wachau                           |
| Stadt Weißenberg               | Wóspork             |                        | Wappen der Stadt Weißenberg                               | Lage der Gemeinde Weißenberg im Landkreis Bautzen             | 50,96   | 3.047     | 60                | 197  | Rathaus der Stadt Weißenberg             |
| Stadt Wilthen                  |                     |                        | Wappen der Stadt Wilthen                                  | Lage der Stadt Wilthen im Landkreis Bautzen                   | 17,04   | 4.670     | 274               | 288  | Blick auf Wilthen                        |
| Stadt Wittichenau              | Kulow               |                        | Wappen der Stadt Wittichenau                              | Lage der Stadt Wittichenau im Landkreis Bautzen               | 61,02   | 5.607     | 92                | 127  | Marktplatz Wittichenau                   |